# قرار مجلس الأمن التابع للأمم المتحدة رقم 976
قرار مجلس الأمن التابع للأمم المتحدة رقم 976، الذي اتخذ بالإجماع في 8 فبراير 1995، بعد إعادة تأكيد القرار 696 (1991) وجميع القرارات اللاحقة بشأن أنغولا، أذن المجلس بإنشاء بعثة جديدة لحفظ السلام في البلد، بعثة الأمم المتحدة الثالثة للتحقق في أنغولا، بولاية أولية تنتهي في 8 أغسطس 1995.
وتم التوقيع على بروتوكول لوساكا في 20 نوفمبر 1994، وتم التشديد على أهميته وتنفيذه على حكومة أنغولا ويونيتا. ورحب المجلس أيضا بأن وقف إطلاق النار كان ساريا ويجري رصده. ومع ذلك، كان تنفيذ البروتوكول متأخرا عن موعده، وجرى حث قادة الطرفين–جوزيه إدواردو دوس سانتوس وجوناس سافيمبي، على بناء زخم سياسي من أجل التوصل إلى الاتفاق بنجاح. و قد عرضت أنغولا أن تساهم مساهمة كبيرة في تكاليف عملية الأمم المتحدة لحفظ السلام في البلد، وهذا ما يثني عليه مجلس الأمن. وبالإضافة إلى ذلك، قام وفد من منظمة الوحدة الأفريقية بزيارة البلد.
ثم أنشئت بعثة الأمم المتحدة الثالثة للتحقق في أنغولا للمساعدة على إعادة السلم وتعزيز المصالحة الوطنية. وبلغ العدد الأقصى لنشر القوات 7,000 جنديا، و350 مراقبا عسكريا، و260 من مراقبي الشرطة. وسيتم نشر المجموعتين الأخيرتين فورا لرصد وقف إطلاق النار، في حين سيتم نشر وحدات المشاة عندما يكون هناك وقف لأعمال القتال، وتوفير جميع البيانات العسكرية ذات الصلة، والتي ستوضع فيها قوات الاتحاد الوطني للاستقلال التام لأنغولا (يونيتا). و تم التشديد على أهمية وضع برنامج لإزالة الألغام وإنشاء محطة إذاعة تابعة للأمم المتحدة. وطُلب إلى الأمين العام بطرس بطرس غالي أن يقدم تقريرا شهريا عن ولاية بعثة الأمم المتحدة الثالثة للتحقق في أنغولا وعن تنفيذ بروتوكول لوساكا. وإذا لم تتعاون الأطراف، يعاد النظر في دور الأمم المتحدة في أنغولا؛ فإذا كان هناك تعاون، سيتم إنهاء بعثة الأمم المتحدة الثالثة للتحقق في أنغولا بعد أن ينفذ بروتوكول لوساكا تنفيذا كاملا، ويتوقع أن يتم ذلك بحلول فبراير 1997.
وأُعرب عن الترحيب بالمساهمات التي قدمتها الدول الأعضاء ووكالات الأمم المتحدة والمنظمات غير الحكومية، حيث أكد المجلس من جديد أن جميع البلدان تتقيد بالحظر المفروض على توريد الأسلحة إلى يونيتا منذ قرارها 864 (1993). وقد رفضت البرازيل وروسيا حظرا تاما على الأسلحة. وفي هذا الصدد، تم حث الطرفين على التوقف عن الحصول على الأسلحة والعتاد، بدلا من تخصيص الموارد لتلبية الاحتياجات الإنسانية. وطُلب أيضا من أنغولا أن توقع على اتفاق لمركز القوات مع الأمم المتحدة بحلول 20 مارس 1995. وأخيرا، فإن جميع الأطراف مطالبة بضمان سلامة وأمن وحرية تنقل أفراد بعثة الأمم المتحدة الثالثة للتحقق في أنغولا وغيرهم من الأفراد.

## وصلات خارجية
- نص القرار في undocs.org